# Fatou Baldeh

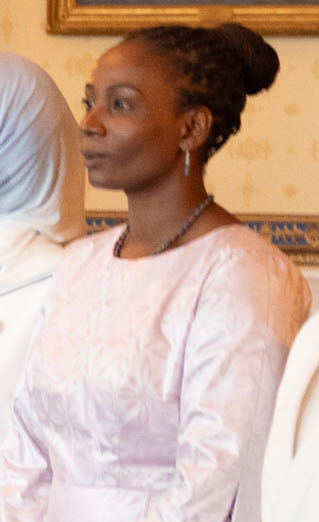
Fatou Baldeh

Fatou Baldeh, MBE (* Dezember 1983 in Sintet) ist eine gambische Frauenrechtlerin.

## Leben
Baldeh stammt aus Gambia. Sie absolvierte einen Bachelorstudiengang in Psychology and Health an der University of Wolverhampton und schloss einen Master in Sexual and Reproductive Health an der Queen Margaret University bei Edinburgh in Schottland ab. Ausgehend von einer universitären Veranstaltung setzte sie sich mit Weiblicher Genitalverstümmelung (FGM) auseinander und verfasste ihre Abschlussarbeit zu diesem Thema.
2013 wies Baldeh mehrfach öffentlich auf das Problem Weiblicher Genitalverstümmelung von Mädchen in Schottland hin, das dort weitgehend unbekannt sei. Eine Verfolgung der Täterinnen und Täter finde kaum statt, so dass Mädchen aus anderen Teilen Großbritanniens und Europas zur Verstümmelung nach Schottland gebracht würden. Sie selbst sei im Alter von sieben Jahren Opfer dieser Praktik geworden. Ihre Aussagen sorgten für Aufsehen und stießen eine Debatte über das Thema an. Baldeh trat in der Folge im Januar 2014 vor dem Equal Opportunities Committee des Parliament of Scotland als Expertin auf. Später kam es zu Gesetzesänderungen bezüglich des Umgangs mit FGM.
Seit ihrem Studium war Baldeh für das Dignity Alert Research Forum mit Sitz in Edinburgh tätig, dessen Ziel die Stärkung von Frauen- und Menschenrechten ist. Seit Mai 2015 leitet sie als Direktorin die Organisation. Sie führte verschiedene Weiterbildungen und Schulungen rund um FGM in Schottland durch, unter anderem für Waverley Care.
Anfang 2018 kehrte sie nach Gambia zurück und gründete die Frauenrechtsorganisation Women in Liberation and Leadership (WILL). Sie führt in Gambia Workshops durch, unter anderem für das International Center for Transitional Justice.

## Auszeichnungen
Baldeh wurde 2020 mit dem Order of the British Empire in der Stufe Member ausgezeichnet. Damit sollte ihr Einsatz für Frauenrechte und gegen weibliche Genitalverstümmelung gewürdigt werden. Die Ordensübergabe nahm die Sharon Wardle, britische Hochkommissarin in Gambia, vor.
Im März 2020 erhielt sie für ihre Tätigkeiten in Gambia einen She Award (The Sise Sawaneh Award/Outstanding Woman of the Year).
2024 wurde sie mit dem International Women of Courage Award des US-amerikanischen Außenministeriums und dem International Women’s Rights Award des Genfer Gipfels für Menschenrechte und Demokratie (Geneva Summit for Human Rights and Democracy) ausgezeichnet.